# Щъркелчето Ричард 2: Тайната на Великият камък
„Щъркелчето Ричард 2: Тайната на Великият камък“ (на английски: Richard the Stork and the Mystery of the Great Jewel) е немско-беглийска компютърна анимация от 2023 г. и е продължение на „Щъркелчето Ричард“ (2017). Режисьори са Бенджамин Куабек и Мете Танге, които са съсценаристи със Реза Мемари и Филип Лазебник. Премиерата на филма се състои в Германия на 23 март 2023 г., Франция на 12 април 2023 г. и Норвегия на 21 август.

## В България
В България филмът излиза по кината на 15 септември 2023 г. от „Про Филмс“.

### Нахсинхронен дублаж
| Роля           | Изпълнител                                                             |
| -------------- | ---------------------------------------------------------------------- |
| Ричард         | Веселин Симеонов                                                       |
| Самиа          | Евгения Ангелова                                                       |
| Кики (Кей Кей) | Виктор Иванов                                                          |
| Олга           | Ана-Мария Лалова                                                       |
| Макс           | Симеон Дамянов                                                         |
| Замано         | Александър Митрев                                                      |
| Кладий         | Христо Чешмеджиев                                                      |
| Зора           | Елена Русалиева                                                        |
| Базак          | Максим Шишков                                                          |
| Биба           | Елисавета Господинова                                                  |
| Аврора         | Йорданка Илова                                                         |
| Бубо           | Здравко Методиев                                                       |
| Уолтър         | Здравко Методиев                                                       |
| Други гласове  | Ангелина Русева Атанас Сребрев Сотир Мелев Марио Иванов Николай Петров |

| Обработка           | студио „Про Филмс“                 |
| ------------------- | ---------------------------------- |
| Режисьор на дублажа | Анна Тодорова                      |
| Тонрежисьори        | Детелина Ралчевска Станислав Донев |
| Преводач            | Димана Воденичарска                |